# Cambridgea occidentalis
Cambridgea occidentalis là một loài nhện trong họ Stiphidiidae.
Loài này thuộc chi Cambridgea. Cambridgea occidentalis được Raymond Robert Forster & Cecil Louis Wilton miêu tả năm 1973.